# John McTiernan
John McTiernan est un réalisateur et producteur de cinéma américain, né le 8 janvier 1951 à Albany, État de New York.
Il est connu pour ses films d'action (Predator, Piège de cristal, À la poursuite d'Octobre Rouge, Last Action Hero, Une journée en enfer), qui s'appuient sur une figure renouvelée du héros viril, interprété notamment par Bruce Willis, Arnold Schwarzenegger ou encore Sean Connery.
À la fin des années 2000, il plaide coupable de parjure et faux témoignage concernant l'embauche du détective privé Anthony Pellicano pour mettre illégalement sous écoute les appels téléphoniques de Charles Roven, coproducteur de son film Rollerball (2002), et de Donna Dubrow, au moment de son divorce avec elle en 1997. Il est incarcéré dans une prison fédérale d'avril 2013 à février 2014. Pendant son emprisonnement, il dépose le bilan en pleine procédure de saisie de ses actifs pour payer les frais de justice.
Depuis sa libération, il est persona non grata à Hollywood. Il a été annoncé à la tête de plusieurs projets de nouveaux films, notamment Tau Ceti Foxtrot, une sorte de western sur une autre planète, et Ghost In The Machine. Il indique avoir toujours de nombreuses propositions de projets, mais qu'« aucun d'entre eux ne sont des bons films ». Son dernier film en date est Basic, sorti en 2003.

## Biographie

### Jeunesse
John Campbell McTiernan, Jr. naît à Albany dans l'État de New York. Il fréquente la Juilliard School puis décroche un MFA au AFI Conservatory.

### Débuts et cinéaste à succès
En 1986, il écrit et réalise son premier long-métrage, le film fantastique à petit-budget Nomads avec Pierce Brosnan (dans son premier rôle principal au cinéma). Mais ce film n'est pas un succès. Il n'a pas été bien accueilli par les critiques, ne recevant qu'une seule critique positive sur huit sur Rotten Tomatoes. Roger Ebert du Chicago Sun-Times lui attribue 1,5 étoile sur quatre et déclare que même si les spectateurs se souciaient des personnages, le film est trop déroutant pour être compris. Le magazine Variety écrit : « Nomads évite les clichés les plus évidents en matière de frayeurs visuelles dramatiques. [...] En fait, tout semble venir naturellement dans une sorte de conte qui dispose même d'un son surnaturel véridique ». Walter Goodman du New York Times qualifie les Innuats du film d'« aussi menaçants que le refrain de West Side Story ».
Dans ses mémoires intitulés Total Recall, Arnold Schwarzenegger déclare qu'il a été tellement impressionné par l'atmosphère tendue de ce film à petit budget qu'il a engagé McTiernan pour réaliser Predator. Le film est un gros succès commercial malgré de mauvaises critiques, et lance le cinéaste à Hollywood. Le studio 20th Century Fox lui fait alors confiance avec un nouveau projet, le film d'action Piège de cristal. Le succès critique et commercial du film permet à sa tête d'affiche, Bruce Willis, de devenir une star dans le monde entier. Quant à McTiernan, devenu une valeur montante du cinéma d'action, la Paramount lui confie l'adaptation d'un roman à succès de Tom Clancy. En mars 1990 sort ainsi le thriller d'action À la poursuite d'Octobre rouge, avec Alec Baldwin et Sean Connery. C'est un nouveau succès critique et commercial.
Ces trois longs-métrages lancent des franchises dont McTiernan se désengage, pour privilégier des projets originaux. En 1992, il retrouve Sean Connery pour un film d'aventures, Medicine Man, mais le long-métrage rembourse à peine son budget. Il revient donc vers l'action et retrouve cette fois Arnold Schwarzenegger pour Last Action Hero. Mais cette satire du cinéma d'action hollywoodien est un flop critique et commercial.
À la même époque, le cinéaste travaille avec le scénariste Jonathan Hensleigh sur un remake de Capitaine Blood pour la Warner. Lorsque le projet est avorté, McTiernan accepte de réaliser le troisième opus de la franchise Die Hard, en réadaptant le scénario Simon Says de Hensleigh au personnage de John McClane. En 1995, Une journée en enfer lui permet de reconquérir le box-office, surtout à l'international.

### Diversification difficile
Pour son huitième long-métrage, il s'attelle à un projet ambitieux : un film de guerre et d'action historique. En 1999 sort Le 13e Guerrier, une adaptation du roman Le Royaume de Rothgar de Michael Crichton (lui-même inspiré d'un manuscrit de Ibn Fadlân). Le film, porté par Antonio Banderas, connaît une production difficile, et se solde par un échec commercial.
Il enchaîne avec Thomas Crown (1999) et Rollerball (2002), remakes de deux films réalisés par Norman Jewison : L'Affaire Thomas Crown (1968) et Rollerball (1975). Si le premier est un succès critique et commercial, le second est un flop critique et commercial.
Il réalise ensuite le thriller militaire Basic, avec John Travolta, qui sort en 2003. Ce onzième film n'est pas un succès, ne rapportant que 42 598 498 $ pour un budget de 50 millions de dollars.

### Démêlés judiciaires
Le réalisateur a recours aux services du détective privé Anthony Pellicano qui met en place un procédé d'écoute afin de surveiller les propos du producteur Charles Roven, durant la production de Rollerball : McTiernan désirait connaître les véritables intentions du producteur à propos du film et s'en prémunir. Le détective privé a déjà travaillé pour John McTiernan au moment de son divorce avec Donna Dubrow en 1997. Roven et Dubrow, entre autres, porteront plainte contre ces écoutes.
À partir de 2006, impliqué dans « l'affaire des écoutes illégales Pellicano », et de surcroît dans l'impossibilité de trouver des assurances pour tourner, il est contraint de mettre sa carrière de réalisateur entre parenthèses. Il est accusé d'avoir menti sous serment (perjury) au FBI, affirmant qu'il n'avait pas eu recours aux services de Pellicano — or ce dernier a été condamné pour ses pratiques et son port d'arme illégal. En août 2012, McTiernan est condamné à un an de prison après avoir vu son appel rejeté par la Cour Suprême : il doit accomplir sa peine,.
Au début de l'année 2013, des fans du réalisateur se regroupent pour le soutenir et protester contre sa condamnation jugée abusive. Il est emprisonné du 3 avril 2013 au 25 février 2014. Dans la foulée, un juge le déclare en banqueroute et ses biens sont liquidés.

### Libération et retour discret

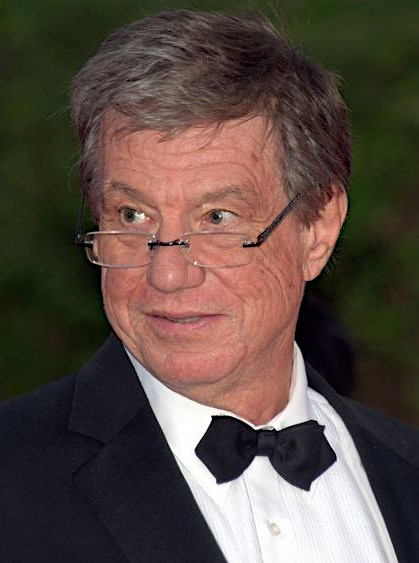
John McTiernan au festival du cinéma américain de Deauville 2014.

Depuis sa cellule, John McTiernan continue de développer des projets cinématographiques. Il est libéré le 25 février 2014 et assigné à résidence jusqu'en avril 2014. Il confirme ensuite qu'il travaille sur un projet de film d'action intitulé Red Squad.
En octobre 2015, une rumeur circule sur les intentions du cinéaste, en sérieuses difficultés financières, de donner une suite à Thomas Crown, son dernier grand succès critique et commercial. Un an plus tôt, il avait déjà révélé avoir écrit un script, intitulé Thomas Crown And The Missing Lioness.
Le 1er juin 2016, c'est par la page Facebook John McTiernan Newspage qu'est officiellement annoncé le retour du metteur en scène derrière une caméra, faisant suite à « beaucoup de rumeurs fantaisistes [ayant] circulé [les mois précédents] ». On y découvre notamment une photo montrant McTiernan en repérage dans la région de Barcelone aux côtés du chef opérateur Jeff Cronenweth, en vue du tournage imminent d'une publicité pour ce qui y est décrit comme « un gros jeu vidéo d’action » pour le compte de la société Ubisoft. La diffusion du film est prévue pour la fin de l'été 2016. Cependant, il s'agit de deux bandes-annonces pour le jeu Ghost Recon Wildlands : The Red Dot et Ruthless.
En mai 2019, la presse annonce que John McTiernan reprendra les chemins des plateaux de cinéma pour un film d'action futuriste intitulé Tau Ceti Foxtrot avec Uma Thurman et Travis Fimmel dans les rôles principaux.

## Filmographie
Sauf indication contraire, les informations mentionnées dans cette section peuvent être confirmées par la base de données cinématographiques IMDb,  présente dans la section « Liens externes ».

### Réalisateur
- 1986 : Nomads (également scénariste)
- 1987 : Predator
- 1988 : Piège de cristal (Die Hard)
- 1990 : À la poursuite d'Octobre Rouge (The Hunt for Red October)
- 1992 : Medicine Man
- 1993 : Last Action Hero
- 1995 : Une journée en enfer (Die Hard with a Vengeance)
- 1999 : Le 13e Guerrier (The 13th warrior)
- 1999 : Thomas Crown (The Thomas Crown affair)
- 2002 : Rollerball
- 2003 : Basic

### Producteur
- 1991 : Robin des Bois (Robin Hood) de John Irvin (producteur délégué)
- 1993 : Last Action Hero
- 1995 : Une journée en enfer (Die Hard with a Vengeance)
- 1996 : The Right to Remain Silent d'Hubert de La Bouillerie
- 1996 : Amanda de Bobby Roth
- 1997 : Quicksilver Highway de Mick Garris (producteur délégué)
- 1999 : Le 13e Guerrier (The 13th warrior)
- 2002 : Rollerball

## Distinctions
Source : Internet Movie Database

### Récompenses
- Hōchi Film Awards 1989 : meilleur film en langue étrangère pour Piège de cristal
- Blue Ribbon Awards 1990 : meilleur film en langue étrangère pour Piège de cristal
- Kinema Junpō Awards 1990 : meilleur film en langue étrangère pour Piège de cristal
- American Film Institute 1997 : prix Franklin J. Schaffner

### Nominations
- Prix Hugo 1988 : meilleur film dramatique pour Predator
- Saturn Awards 1994 : meilleur réalisateur pour Last Action Hero
- Razzie Awards 1994 : pire film et pire réalisateur pour Last Action Hero